# Fernando Meira
Fernando Meira, és un exjugador de futbol portuguès. Va nàixer el 5 de juny de 1978 a Guimarães. Va ser internacional amb la selecció de futbol de Portugal en 38 ocasions..

## Internacional
Ha estat internacional amb la selecció de futbol de Portugal en 37 ocasions marcant 10 gols. A més va ser convocat per a fer part de la seua selecció en l'Eurocopa 2008.

### Participacions en Copes del Món
| Mundial                        | Seu      | Resultat   |
| ------------------------------ | -------- | ---------- |
| Copa Mundial de Futbol de 2006 | Alemanya | Quart lloc |

## Clubs
| Club                    | País     | Any       |
| ----------------------- | -------- | --------- |
| Vitória Guimarães       | Portugal | 1995-1998 |
| Felgueiras              | Portugal | 1998-1999 |
| Vitória Guimarães       | Portugal | 1999-2000 |
| Benfica                 | Portugal | 2000-2001 |
| VfB Stuttgart           | Alemanya | 2002-2008 |
| Galatasaray Spor Kulübü | Turquia  | 2008-2009 |
| FC Zenit                | Rússia   | 2009-2011 |
| Reial Saragossa         | Espanya  | 2011-2012 |

## Palmarès

### Campionats nacionals
| Títol         | Club          | País     | Any  |
| ------------- | ------------- | -------- | ---- |
| 1. Bundesliga | VfB Stuttgart | Alemanya | 2007 |